# 3,4-Dichlorphenylisocyanat
3,4-Dichlorphenylisocyanat ist eine chemische Verbindung aus der Gruppe der Isocyanate.

## Gewinnung und Darstellung
3,4-Dichlorphenylisocyanat entsteht bei der thermischen Zersetzung von Diuron.

## Eigenschaften
3,4-Dichlorphenylisocyanat ist ein brennbarer farbloser bis gelblicher Feststoff mit schwach stechendem Geruch, der sich in Wasser zersetzt.

## Verwendung
3,4-Dichlorphenylisocyanat wird als Zwischenprodukt zur Herstellung anderer chemischer Verbindungen (zum Beispiel 1,5-disubstituierte 2-Thiobiuretene) verwendet.